# Mamut
Mamut  je vyhynulý rod z čeledi slonovitých a řádu chobotnatců. Mamuti tedy byli podobní dnešním slonům, měli dlouhé zahnuté kly a severské druhy dlouhé chlupy. V době ledové obývali severní, střední i západní Evropu, Severní Ameriku a severní Asii.

## Velikost
Většinou se mamuti považují za mnohem větší než dnešní sloni. Tato chyba dokonce vedla k používání slova „mamutí“ ve stejném smyslu jako „obrovský“. Největší z mamutů, mamut císařský (Mammuthus columbi imperator) z Kalifornie, sice v kohoutku dosahoval výšky maximálně 4 metrů a mamuti vážili i 6 až 8 tun, ale většina druhů mamutů byla velká jen asi jako dnešní slon indický. Největším druhem vůbec byl zřejmě Mammuthus sungari, dosahující výšky přes 5,3 metru. Na Wrangelově ostrově u břehů východní Sibiře byly dokonce nalezeny fosilie trpasličích druhů mamutů, kteří byli vysocí jen okolo 1,8 metru.

## Morfologie
Pro mamuty jsou typickým znakem kly, které se vyvinuly z předních zubů – řezáků. Kromě nich měli mamuti pouze čtyři zuby – v každé polovině čelisti jednu stoličku (stejně jako současní sloni).

## Život
Mamuti byli býložravci. Žili v travnatých stepích a tundrách, které v jejich době pokrývaly velkou část Evropy, Asie a Severní Ameriky. Pohybovali se ve stádech podobně jako dnešní afričtí sloni. Podle sezóny migrovali na zimní a letní pastviště. Výzkum publikovaný v srpnu roku 2018 ukázal, že mutace kožních buněk v podobě proměny iontového kanálu TRPV3 nejspíš umožnila mamutům snášet kruté mrazy doby ledové.

## Genetika
Mamuti se odštěpili od asijských slonů před asi 4,8 miliony let, asi 2,5 milionu let poté, co se společně odštěpili od afrických slonů. To znamená, že mamuti byli vlastně bližšími příbuznými dnešního slona indického, než je k němu příbuzný slon africký. Protože je znám případ, kdy slon indický a slon africký spolu měli živého potomka, předpokládá se, že kdyby mamuti ještě nevymřeli, mohli by se se slonem indickým také křížit. Toto vede ke spekulacím, že pokud získáme genetický materiál ze zmrzlých zbytků mamuta, mohli bychom s pomocí slona indického mamuta znovu oživit. Nicméně se zatím pro tento pokus nepodařilo získat jeho dostatečné množství, protože nalezené zbytky biologického materiálu již byly ve značném stadiu rozkladu.
V únoru roku 2021 byly objeveny pozůstatky DNA v mamutí fosilii staré asi 1,2 milionu let. Jedná se o rekordně starý vzorek DNA.

## Mamut a člověk

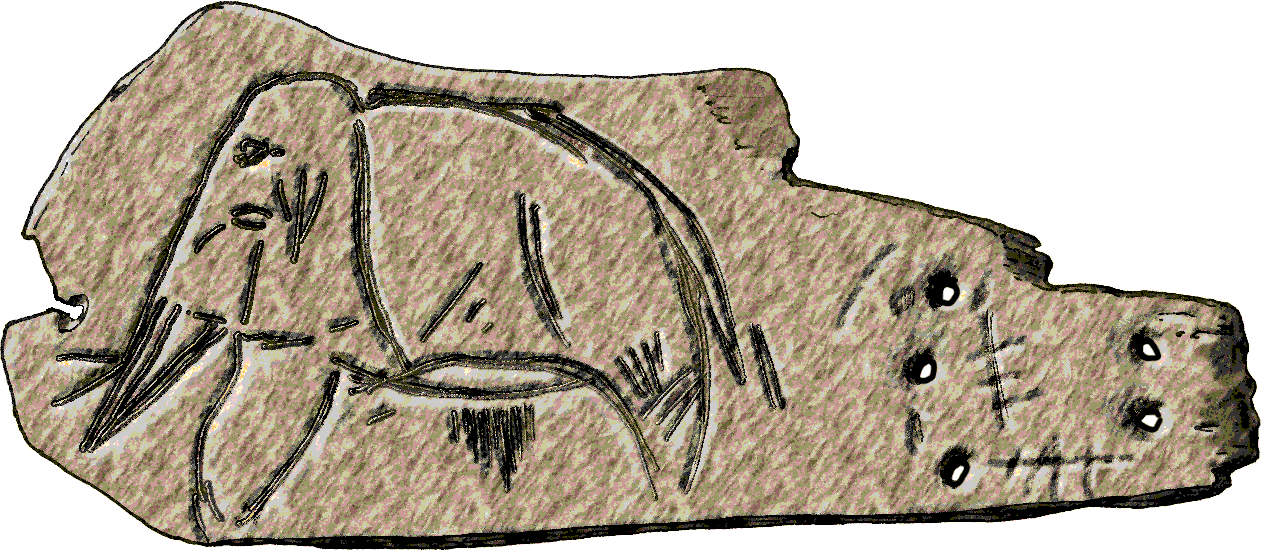

Ve střední Asii a v Evropě byli mamuti člověkem hojně loveni. V okolí tehdejších lidských sídlišť byly nalezeny velké skládky mamutích kostí, které svědčí o tom, že pro lovce rozhodně nebyli výjimečnou kořistí. V Česku jde např. o lokalitu Předmostí u Přerova. Lidé se usazovali v blízkosti tras sezónních přesunů mamutích stád, jako právě zde nebo v Dolních Věstonicích, kudy mamuti přecházeli na letní pastviny údolím moravského úvalu.
Dříve se vedly spory, zda člověk mamuty lovil pomocí vyhloubených pastí, zakrytých větvemi a zelení, do kterých zvířata padala, když přes toto místo přecházela. Tato představa je v obecném povědomí velmi rozšířená, ale jelikož se dlouho žádná taková past nenašla, panovaly mezi vědci pochybnosti, zda se nejedná o mýtus. V roce 2019 ale archeologové v Mexiku odhalili past, obsahující kosterní pozůstatky minimálně čtrnácti mamutů a jasné důkazy, že se skutečně jednalo o lidmi plánovanou operaci. Hypotéza o lovu mamutů pomocí pastí tak byla přece jen potvrzena.
Získané tělo uloveného mamuta se lidé snažili maximálně využít. Kly, kůže a žebra sloužily při výstavbě stanů, maso bylo snědeno a pravděpodobně i sušeno do zásoby a využíván byl i morek kostí. Mamuti se též objevují na jeskynních malbách a paleolitických rytinách do kamene či kosti. Mamutích klů bylo užíváno při výrobě kultovních a ozdobných předmětů (např. nálezy z hrobu z Francouzské ulice v Brně).
V mýtech původních obyvatel Sibiře hraje mamut značnou roli. V jakutských příbězích je selii, tedy mamut, líčen jako podzemní zvíře, které uhyne, pokud na něj dopadne sluneční světlo. Domorodci si tak vysvětlovali nálezy mamutích pozůstatků pod zemí. Podle jednoho mýtu Evenků mamut hrál důležitou roli při stvoření světa – svými kly vyrýval kusy bahna ze dna pradávného oceánu a vytvořil z nich souš. Burjati mamuta nazývali arsalan zaan – doslova „lví slon“. Slovo mamut pravděpodobně pochází z ugrofinské mansijštiny, ze slovního spojení mang-ant – „ze země (rostoucí) roh“. Tento název naráží na mamutí kly, vyčnívající z věčně zmrzlé půdy. Původní obyvatelé Sibiře, zvláště Jakuti, mamutí kly odedávna používají k výrobě uměleckých předmětů, sošek, rukojetí nožů. V 19. a 20. století při kolonizaci Sibiře byly hojně nacházeny mamutí kly, které byly ceněny jako náhražka za slonovinu, tomuto materiálu se říkalo mamutovina. Přestože cena mamutoviny byla nižší než cena slonoviny, stala se oblíbeným ruským vývozním artiklem.
Objevy jakýchsi kruhových stavení, zbudovaných z kostí mamutů a některých dalších zvířat v období pozdního pleistocénu (asi před 20 000 lety) ukazují, že pravěký člověk využíval kosti těchto chobotnatců k mnoha různým účelům. Stavby z lokality Kostěnki 11 na území Ruska měly v průměru kolem 9 metrů a byly nejspíš využívány po přechodnou dobu.

## Vyhynutí

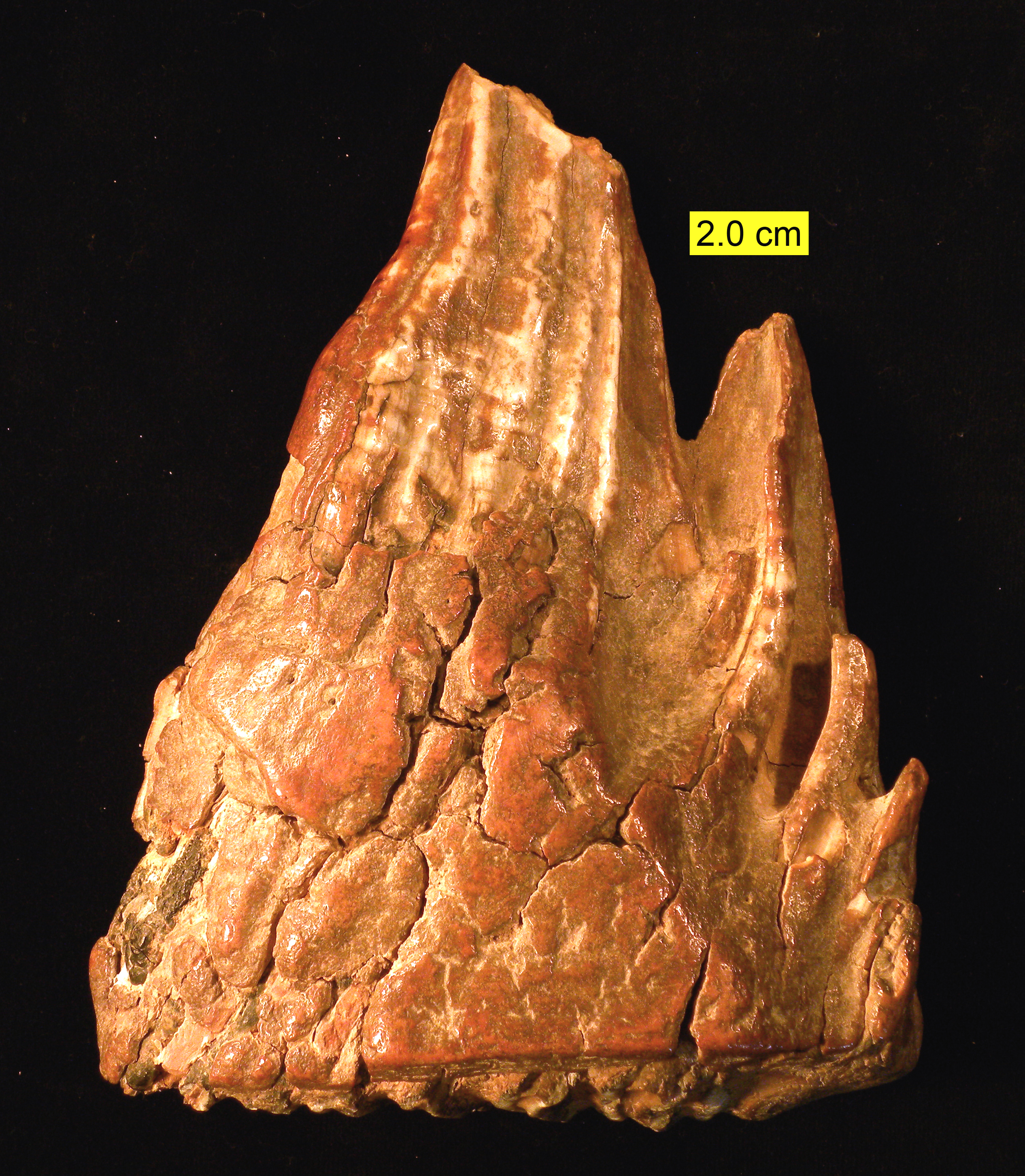
Mammuthus

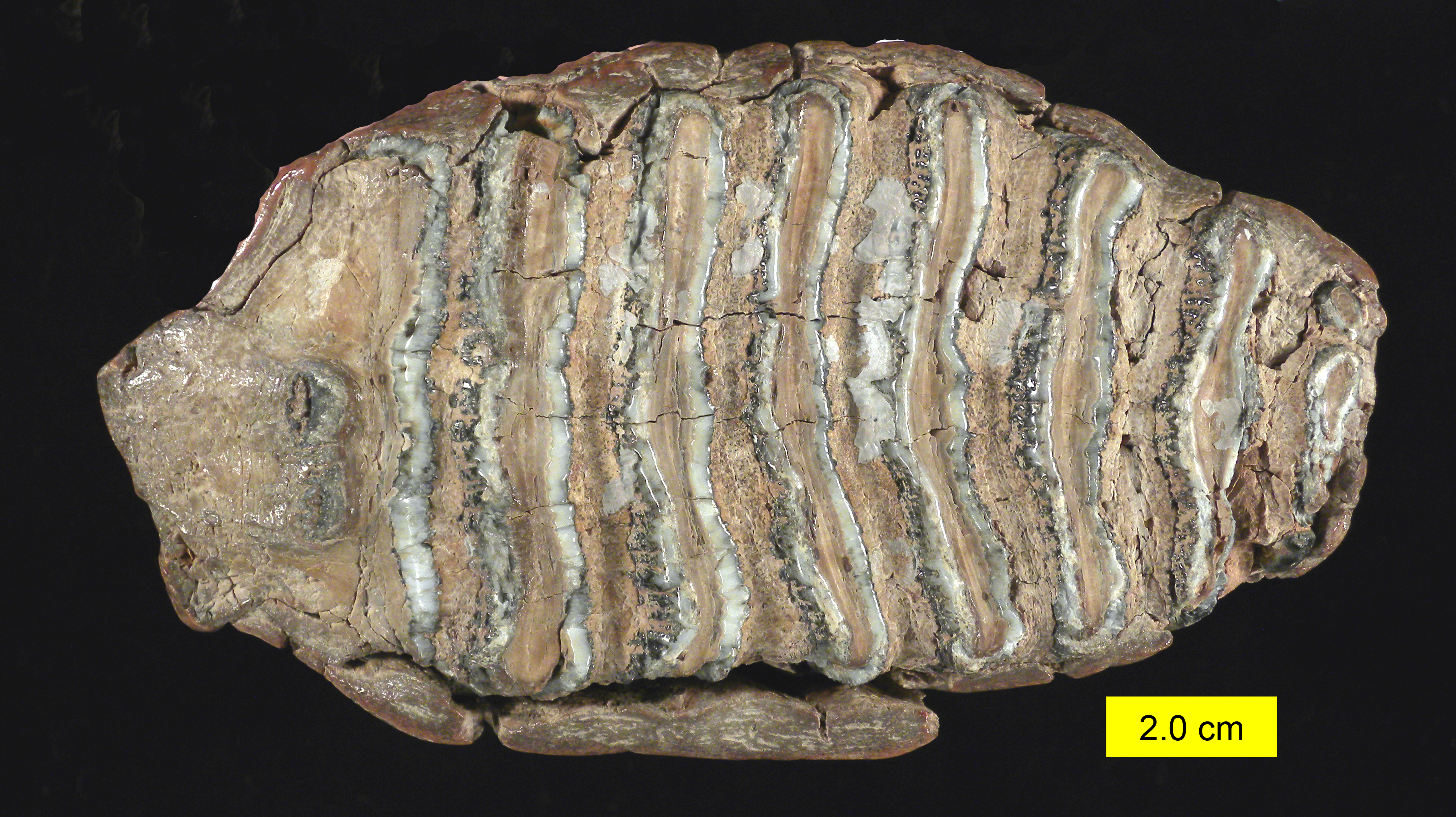
Mammuthus

Většina mamutů vyhynula na konci poslední doby ledové. Ještě před 18 až 13 tisíci lety byli rozšířeni ve východní Sibiři, v Beringii a na Aljašce. S postupujícím odtáváním pevninského zalednění byla Beringie zaplavena mořem, čímž vznikla dnešní Beringova úžina a mamuti na obou kontinentech hojně vymírali. Úplně zde vymizeli před 10 až 8 tisíci lety.
 Definitivní vyhynutí mamutů však nastalo až v době před asi 4000 lety, kdy vyhynuli zástupci poslední endemické populace na Wrangelově ostrově.
Přestože se obecně předpokládalo, že z britských ostrovů mamuti zmizeli v době posledního glaciálního maxima (tedy asi před 21 000 lety), byla v roce 2009 zveřejněna nová studie, která toto zpochybňuje. Vědci z Přírodopisného muzea v Londýně kromě samotných kostí analyzovali sediment, ve kterém kosti ležely, a hmyz, který se nacházel v jejich blízkosti. Výsledky studie ukázaly, že živí mamuti se v Británii vyskytovali ještě před 14 000 lety.

Nicméně poslední mamuti z Wrangelova ostrova vyhynuli až okolo roku 2000 př. n. l. Další zbytková populace mamutů dlouho přežívala na ostrově St. Paul poblíž Aljašky, zde došlo k vyhynutí pravděpodobně o něco dříve než na Wrangelově ostrově. Tito mamuti byli mnohem menší než jejich příbuzní na kontinentě, dosahovali výšky maximálně 180 cm. To bylo způsobeno přizpůsobením na život v prostředí s omezenými zdroji potravy. Vyhynutí poslední populace mamutů bylo nejspíš způsobeno relativně krátkodobými intenzivními faktory (změnou klimatu či živelnou pohromou).
Na ostrově St. Paul bylo konečnou příčinou vyhynutí pravděpodobně zmenšování ostrova způsobené stoupající hladinou moře, kdy potom rozloha pevniny nepostačovala k výživě životaschopné populace. Na Wrangelově ostrově zmizeli poslední mamuti brzy po příchodu člověka. Vzhledem k jejich malé populaci se lze domnívat, že právě člověk tomuto druhu zasadil poslední smrtelnou ránu.
Příčina masivního vymírání mamutů na konci würmského zalednění je dodnes příčinou vědeckých sporů. Mamuty mohl vyhubit intenzivní lov člověkem, pro což hovoří například i fakt, že jim patřilo nalezených 18 % kostí savců u lidských obydlí a izotopické analýzy ostatků lidí prokázaly, že mamutí maso tvořilo značnou část jídelníčku. Podle druhé teorie mamuti vyhynuli v souvislosti s celkovou globální změnou klimatu v tomto období, kdy vymírala řada dalších velkých savců. Jsou známy nálezy ohromného množství kostí mamutů, srstnatých nosorožců a dalších velkých zvířat v naplaveninách sibiřských řek, které svědčí o hromadném úhynu v krátkém časovém úseku. Možnou příčinou mohlo být rozšiřování lesů a také intenzivnější zimní sněhové srážky, které pak ale v létě vždy odtávaly. Tady je nutno poznamenat, že klima ve střední Evropě i Asii mělo během ledových dob drsný kontinentální charakter se studenými zimami s malým srážkovým úhrnem. Sněhová pokrývka tedy nebývala příliš hluboká a mamuti se odhrnováním sněhu snadněji dostali k potravě. Při zvýšených zimních srážkách, a tedy vysoké vrstvě sněhu, však už potravu nalézt nedovedli a několik takových zim následujících po sobě stačilo jejich stáda zcela zdecimovat.
Proti teorii o vyhubení mamutů člověkem hovoří fakt, že oblasti východní Sibiře a Aljašky byly v té době jen řídce osídleny. Proti teorii o vyhubení mamutů globální změnou klimatu, že v jistých oblastech přežívali další tisíce let. Na vymírání se mohly podílet obě příčiny (s postupem změn podnebních pásem postupoval i člověk), ale i další faktory. Pozorovatelné a závažné jsou také efekty vyhynutí mamutů na jejich původní ekologické prostředí a další organismy, které je s nimi sdílely.
Na území polární Severní Ameriky žili mamuti pravděpodobně rovněž mnohem déle, než se dosud uvádělo (zatím to bylo do doby před asi 12 000 lety). Ukazují to předběžné analýzy vzorků DNA, uchovaných ve zmrzlé půdě na území Yukonu.
Podle některých výzkumů nezpůsobil vyhynutí mamutů člověk, ale hlavní příčinou byla výrazná změna klimatu. Jiná vědecká práce spatřuje naopak člověka jako významnou hybnou sílu za vyhynutím mamutů v Eurasii – lovecké aktivity lidských populací měly mamuty vyhubit o celá tisíciletí dříve, než by k jejich vyhynutí z klimatických příčin jinak došlo.

## Dochované pozůstatky
V Česku byly fosilní pozůstatky mamutů objevovány již v 16. století, tehdy si s nimi ale nikdo nevěděl rady. O podobných nálezech u Předmostí u Přerova píše například renesanční literát Jan Blahoslav roku 1571.
Pozůstatky zmrzlých mamutů (Mammuthus primigenius) byly nalezeny v severních oblastech Sibiře. Ačkoliv se rozšířil populární mýtus, že zmrzli prakticky bleskově a jsou perfektně zachováni, není to pravda. Dodnes bylo nalezeno 39 těl, ale jen čtyři jsou kompletní. Ve většině případů tělo vykazuje známky rozkladu před tím, než zmrzlo a později se vysušilo.
Šíří se i příběhy o pojídání zmrzlých mamutích těl, ale původní zdroje (např. William R. Farrand, Science 133 17. květen, 1961:729–735) prozrazují, že těla byla ve skutečnosti již značně rozložená a páchla tak, že se o zbytky zajímali jen psi. První exponát mamuta byl v Rusku vystaven již roku 1879.

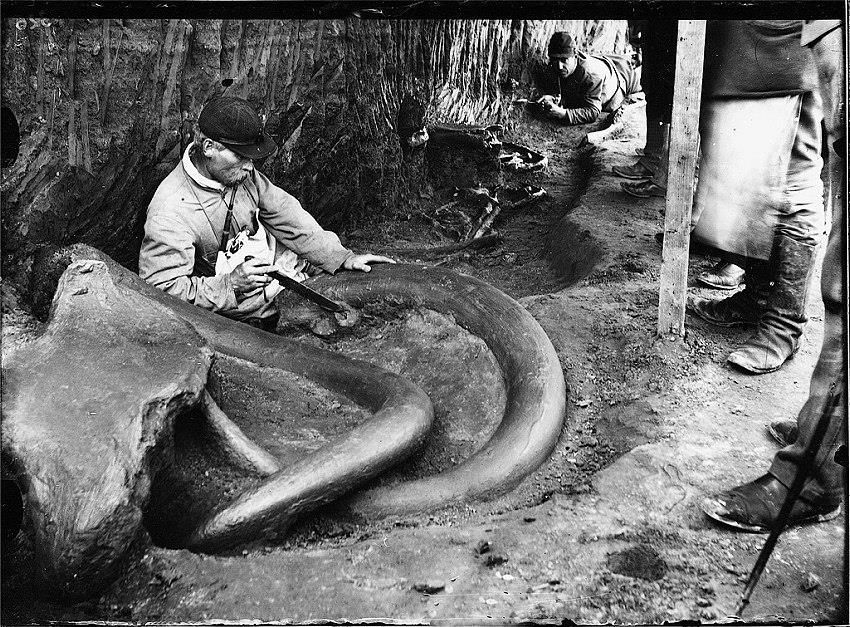
František Žaloudek čistící kly mamuta nalezeného v roce 1899 ve Svobodných Dvorech

Podobně se jako nemožné ukazují návrhy klonovat čerstvě rozmrzlého mamuta, protože dosud nalezené zbytky byly značně rozložené a nebylo z nich možno získat genetický materiál.
Kromě zmrzlých těl bylo na Sibiři nalezeno velké množství mamutí slonoviny. Ta je obchodním artiklem již po mnoho století. V Česku je hlavní naleziště mamutích pozůstatků v Předmostí u Přerova, kde bylo v roce 1928 odkryto velké tábořiště lovců mamutů. Téměř kompletní kostra mamuta byla v roce 1899 objevena také ve Svobodných Dvorech u Hradce Králové. Zřejmě se jednalo o lokalitu s jakousi „porcovnou“ mamutího masa.

### Poslední objevy
V březnu 2005 bylo nedaleko Moorparku v Kalifornii nalezeno asi ze 75 % zachovalé tělo neobvykle starého mamuta, zřejmě druhu Mammuthus meridionalis.
V roce 2007 bylo na poloostrově Jamal v Ruské federaci objeveno tělo mamutího mláděte, které je považováno za dosud nejzachovalejší nalezený exemplář. Pojmenováno bylo Ljuba po manželce lovce, který jej nalezl. V roce 2009 bylo také oznámeno kompletní rozluštění genomu mamuta srstnatého, tyto informace však dosud nejsou vědeckou veřejností plně a bezvýhradně uznávány.
V roce 2012 objevil jedenáctiletý Jevgenij Salinder na mysu Sopočnaja Karga u ústí řeky Jenisej ostatky mamutího samce, který uhynul ve věku 15 či 16 let. Zachována byla kostra, fragmenty kůže, svalovina, tuk a některé vnitřní orgány.
Na konci roku 2018 byl oznámen objev zubu mláděte mamuta srstnatého z Pyrenejského poloostrova. Ten dokazuje, že tito chobotnatci byli rozšíření i na území západní Evropy.
Výzkum populací mamutů v oblasti kanadského Yukonu ukázal, že i zde se mamutí populace udržely podstatně déle, než se původně předpokládalo.

## Mamuti v historii a populární kultuře
První fosilie mamutů byly objevovány již ve středověku, v Londýně se objevil záznam o dovezené mamutovině poprvé roku 1611. Americký mamut („mastodont“) byl rovněž objevován již v předhistorických dobách, první zaznamenaný objev zubu pochází z roku 1705. Prvním v podstatě vědeckým zobrazením (rekonstrukcí) mamuta je nejspíš ilustrace Romana Boltunova z počátku 19. století. Mamut dnes představuje jednoho z nejznámějších a nejikoničtějších tvorů pravěku (vedle neptačích dinosaurů, trilobitů apod.). Býval a dosud je často zpodobňován v boji s pravěkými lovci, například ve výtvarném umění v tvorbě proslulého akademického malíře Zdeňka Buriana či v literatuře u Eduarda Štorcha (Lovci mamutů). Mamut posloužil mnohokrát také jako umělecký zdroj inspirace, v poslední době například v případě sochy mamutí hlavy u Hamrů nad Sázavou.

## Druhy mamutů
- Mammuthus primigenius (mamut severní/srstnatý)
- Mammuthus trogontherii (= M. armeniacus = M. sungari) (mamut stepní)
- Mammuthus columbi (mamut kolumbuský/Kolumbův) – nové poznatky ukazují, že je totožný s Mammuthus trogontherii[29][30]
  - Mammuthus columbi columbi
  - Mammuthus columbi exilis, někdy uváděný jako samostatný druh Mammuthus exilis (mamut trpasličí)
  - Mammuthus columbi imperator, někdy uváděný jako samostatný druh Mammuthus imperator (mamut americký/obrovský)
  - Mammuthus columbi jeffersoni, někdy uváděný jako samostatný druh Mammuthus jeffersoni (mamut Jeffersonův)
- Mammuthus meridionalis (mamut jižní)
  - Mammuthus meridionalis tamanensis
  - Mammuthus meridionalis voigtstedtensis
- Mammuthus africanavus (mamut africký)
- Mammuthus subplanifrons, někdy uváděný jako poddruh Mammuthus africanavus subplaniformes
- Mammuthus creticus (mamut krétský)
- Mammuthus lamarmorai (mamut sardinský)
- Mammuthus rumanus (mamut rumunský)